# 화평 (북위)
화평(和平)은 중국 북위(北魏) 문성제(文成帝)의 네 번째 연호이다. 460년에서 465년까지 5년 동안 사용하였다. 465년 5월, 문성제의 뒤를 이어 즉위한 헌문제(獻文帝)가 남은 7개월 동안 이어서 사용하였으며 466년에 개원하였다.
같은 시기에 사용된 다른 연호로는 송(宋)에서 사용한 대명(大明 : 457년 ~ 464년), 영광(永光 : 465년), 경화(景和 : 465년), 태시(泰始 : 465년 ~ 471년), 고창북량(高昌北凉)에서 사용한 승평(承平 : 443년 ~ 460년)이 있다.

## 개원
화평(和平) 원년 1월 1일(460년 2월 8일)에 화평(和平)으로 개원함.

## 연대대조표
| 화평                | 원년            | 2년        | 3년        | 4년        | 5년        | 6년                                             |
| 서력                | 460년           | 461년      | 462년      | 463년      | 464년      | 465년                                           |
| 육십간지 (六十干支) | 경자(庚子)      | 신축(辛丑) | 임인(壬寅) | 계묘(癸卯) | 갑진(甲辰) | 을사(乙巳)                                      |
| 송 (宋)             | 대명(大明) 4년  | 5년        | 6년        | 7년        | 8년        | 영광(永光) 원년 경화(景和) 원년 태시(泰始) 원년 |
| 고창북량 (高昌北凉) | 승평(承平) 18년 | -          | -          | -          | -          | -                                               |

## 삭일(1일)
| 화평 원년 (460년) | 1월             | 2월             | 3월             | 4월             | 5월             | 6월             | 7월             | 8월             | 9월             | 10월            | 11월            | 12월            |                 |
| ----------------- | --------------- | --------------- | --------------- | --------------- | --------------- | --------------- | --------------- | --------------- | --------------- | --------------- | --------------- | --------------- | --------------- |
| 삭일(음력)        | 갑자일 (甲子日) | 계사일 (癸巳日) | 계해일 (癸亥日) | 임진일 (壬辰日) | 임술일 (壬戌日) | 신묘일 (辛卯日) | 신유일 (辛酉日) | 신묘일 (辛卯日) | 경신일 (庚申日) | 경인일 (庚寅日) | 기미일 (己未日) | 기축일 (己丑日) |                 |
| 율리우스력        | 460년 2월 8일   | 3월 8일         | 4월 7일         | 5월 6일         | 6월 5일         | 7월 4일         | 8월 3일         | 9월 2일         | 10월 1일        | 10월 31일       | 11월 29일       | 12월 29일       |                 |
| 화평 2년 (461년)  | 1월             | 2월             | 3월             | 4월             | 5월             | 6월             | 7월             | 8월             | 9월             | 윤9월           | 10월            | 11월            | 12월            |
| 삭일(음력)        | 무오일 (戊午日) | 무자일 (戊子日) | 정사일 (丁巳日) | 정해일 (丁亥日) | 병진일 (丙辰日) | 병술일 (丙戌日) | 을묘일 (乙卯日) | 을유일 (乙酉日) | 갑인일 (甲寅日) | 갑신일 (甲申日) | 계축일 (癸丑日) | 계미일 (癸未日) | 계축일 (癸丑日) |
| 율리우스력        | 461년 1월 27일  | 2월 26일        | 3월 27일        | 4월 26일        | 5월 25일        | 6월 24일        | 7월 23일        | 8월 22일        | 9월 20일        | 10월 20일       | 11월 18일       | 12월 18일       | 462년 1월 17일  |
| 화평 3년 (462년)  | 1월             | 2월             | 3월             | 4월             | 5월             | 6월             | 7월             | 8월             | 9월             | 10월            | 11월            | 12월            |                 |
| 삭일(음력)        | 임오일 (壬午日) | 임자일 (壬子日) | 신사일 (辛巳日) | 신해일 (辛亥日) | 경진일 (庚辰日) | 경술일 (庚戌日) | 기묘일 (己卯日) | 기유일 (己酉日) | 무인일 (戊寅日) | 무신일 (戊申日) | 정축일 (丁丑日) | 정미일 (丁未日) |                 |
| 율리우스력        | 462년 2월 15일  | 3월 17일        | 4월 15일        | 5월 15일        | 6월 13일        | 7월 13일        | 8월 11일        | 9월 10일        | 10월 9일        | 11월 8일        | 12월 7일        | 463년 1월 6일   |                 |
| 화평 4년 (463년)  | 1월             | 2월             | 3월             | 4월             | 5월             | 6월             | 7월             | 8월             | 9월             | 10월            | 11월            | 12월            |                 |
| 삭일(음력)        | 병자일 (丙子日) | 병오일 (丙午日) | 을해일 (乙亥日) | 을사일 (乙巳日) | 을해일 (乙亥日) | 갑진일 (甲辰日) | 갑술일 (甲戌日) | 계묘일 (癸卯日) | 계유일 (癸酉日) | 임인일 (壬寅日) | 임신일 (壬申日) | 신축일 (辛丑日) |                 |
| 율리우스력        | 463년 2월 4일   | 3월 6일         | 4월 4일         | 5월 4일         | 6월 3일         | 7월 2일         | 8월 1일         | 8월 30일        | 9월 29일        | 10월 28일       | 11월 27일       | 12월 26일       |                 |
| 화평 5년 (464년)  | 1월             | 2월             | 3월             | 4월             | 윤4월           | 5월             | 6월             | 7월             | 8월             | 9월             | 10월            | 11월            | 12월            |
| 삭일(음력)        | 신미일 (辛未日) | 경자일 (庚子日) | 경오일 (庚午日) | 기해일 (己亥日) | 기사일 (己巳日) | 무술일 (戊戌日) | 무진일 (戊辰日) | 무술일 (戊戌日) | 정묘일 (丁卯日) | 정유일 (丁酉日) | 병인일 (丙寅日) | 병신일 (丙申日) | 을축일 (乙丑日) |
| 율리우스력        | 464년 1월 25일  | 2월 23일        | 3월 24일        | 4월 22일        | 5월 22일        | 6월 20일        | 7월 20일        | 8월 19일        | 9월 17일        | 10월 17일       | 11월 15일       | 12월 15일       | 465년 1월 13일  |
| 화평 6년 (465년)  | 1월             | 2월             | 3월             | 4월             | 5월             | 6월             | 7월             | 8월             | 9월             | 10월            | 11월            | 12월            |                 |
| 삭일(음력)        | 을미일 (乙未日) | 갑자일 (甲子日) | 갑오일 (甲午日) | 계해일 (癸亥日) | 계사일 (癸巳日) | 임술일 (壬戌日) | 임진일 (壬辰日) | 신유일 (辛酉日) | 신묘일 (辛卯日) | 경신일 (庚申日) | 경인일 (庚寅日) | 경신일 (庚申日) |                 |
| 율리우스력        | 465년 2월 12일  | 3월 13일        | 4월 12일        | 5월 11일        | 6월 10일        | 7월 9일         | 8월 8일         | 9월 6일         | 10월 6일        | 11월 4일        | 12월 4일        | 466년 1월 3일   |                 |

## 같이 보기
- 다른 왕조의 같은 연호
  - 후한(後漢) 화평(150년)
  - 전량(前凉) 화평(354년 ~ 355년)
- 중국의 연호

| 이전 연호 태안(太安) | 중국의 연호 북위(北魏) | 다음 연호 천안(天安) |